# Список русских поэтов второй волны эмиграции
Русские поэты второй волны эмиграции — авторы, оказавшиеся за пределами Советского Союза в годы Второй мировой войны и не вернувшиеся в СССР, а продолжившие (или начавшие) литературную работу за его пределами.
| # А Б В Г Д Е Ё Ж З И К Л М Н О П Р С Т У Ф Х Ц Ч Ш Щ Э Ю Я |

## А
- Анстей, Ольга (Штейнберг, Ольга Николаевна; 1912—1985)
- Ант, Владимир (Трипольский, Владимир Николаевич; 1908—1980)

## Б
- Берёзов, Родион (Акульшин, Родион Михайлович; 1894—1988)
- Боброва, Элла Ивановна (1911—2012)
- Бонгарт, Сергей Романович (1918—1985)
- Буркин, Иван Афанасьевич (1919—2011)
- Бушман, Ирина Николаевна (1921—2006)

## Г
- Глинка, Глеб Александрович (1903—1989)

## Д
- Дараганов, Михаил (Мамонко, Михаил Трофимович; 1920—1994)
- Димер, Евгения Александровна (1925—2021)

## Е
- Елагин, Иван (Матвеев, Иван Венедиктович; 1918—1987)

## З
- Завалишин, Вячеслав Клавдиевич (1915—1995)

## И
- Ильинский, Олег Павлович (1932—2003)

## К
- Касим, Андрей (Альтаментов, Андрей Иванович; 1893—1956)
- Кленовский, Дмитрий (Крачковский, Дмитрий Иосифович; 1893—1976)

## Л
- Лёгкая, Ираида Ивановна (1932—2020)

## М
- Марков, Владимир Фёдорович (1920—2013)
- Моршен, Николай (Марченко, Николай Николаевич; 1917—2001)

## С
- Синкевич, Валентина Алексеевна (1926—2018)
- Смирнова, Маргарита Ивановна (урожд. Табенская; 1901—1992)
- Стоцкая, Людмила Владимировна (в замуж. Трипольская; 1917—2000)

## Т
- Трубецкой, Юрий (Нольден, Юрий Павлович; 1898—1974)

## Ф
- Фесенко, Татьяна Павловна (1915—1995)
- Филлипов, Борис (Филистинский, Борис Андреевич; 1905—1991)

## Ш
- Шаталов, Владимир Михайлович (1917—2002)
- Шишкова, Аглая (Ржевская, Агния Сергеевна; 1923—1998)

## Э
- Эллис, Владислав Валентинович (1913—1975)

## Ю
- Владимир Юрасов (Жабинский, Владимир Иванович; 1914—1996)